# الشعبين (ماوية)

تعديل مصدري - تعديل

الشعبين  هي إحدى قرى مديرية ماوية بمحافظة تعز اليمنية، بلغ تعداد سكانها 511 نسمة حسب التعداد السكاني في اليمن في 2004.